# 6-Stunden-Rennen von Spa-Francorchamps 2013

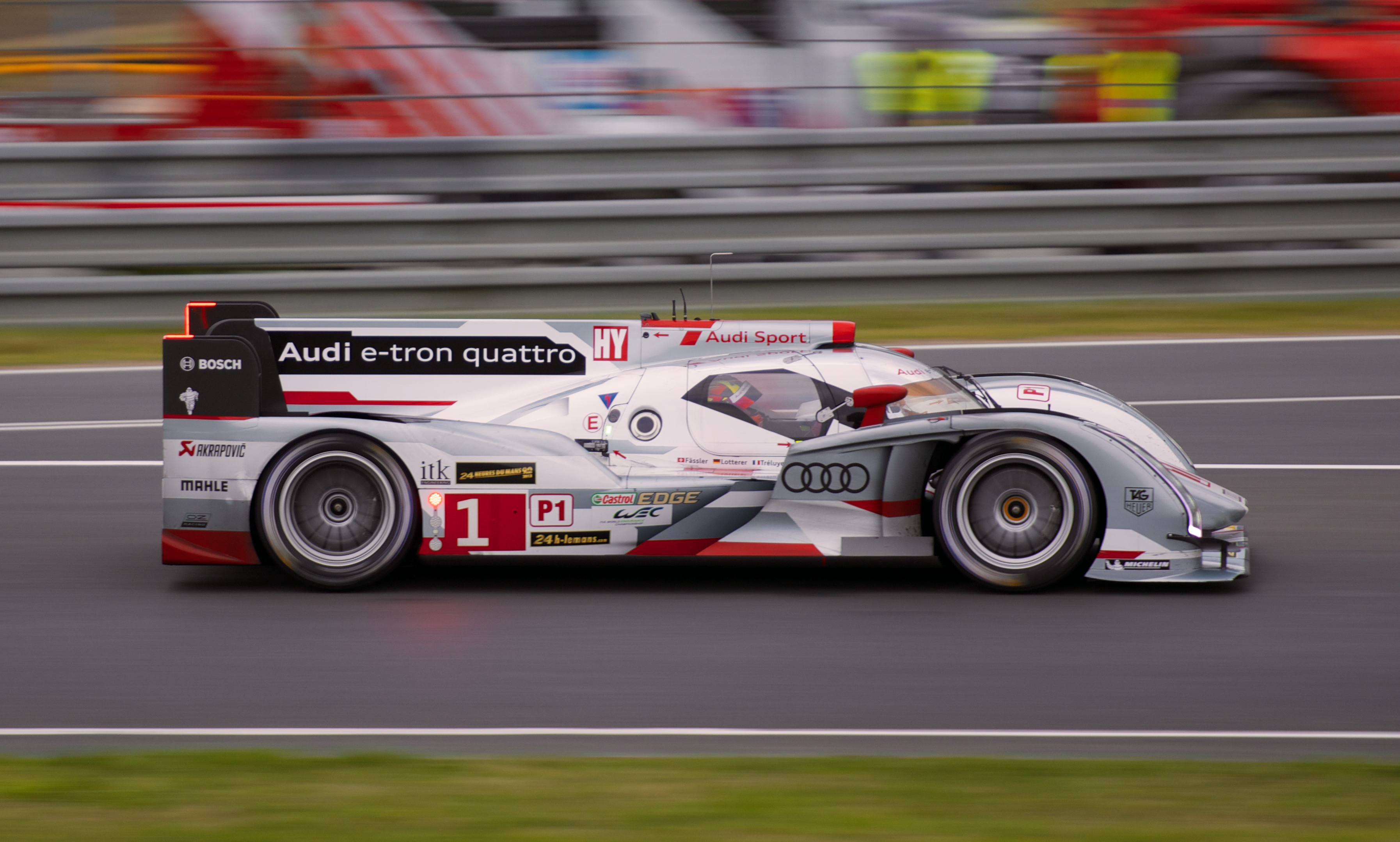
Audi R18 e-tron quattro mit der Startnummer 1; Siegerwagen von André Lotterer, Marcel Fässler und Benoît Tréluyer

Das zweite 6-Stunden-Rennen von Spa-Francorchamps, auch WEC 6 Hours of Spa-Francorchamps 2013, fand am 4. Mai 2013 auf dem Circuit de Spa-Francorchamps statt und war der zweite Wertungslauf der FIA-Langstrecken-Weltmeisterschaft dieses Jahres.

## Das Rennen
Die Werksmannschaft von Audi Sport nutzte das Rennen in Spa als Vorbereitung auf das 24-Stunden-Rennen von Le Mans und setzte einen dritten Audi R18 e-tron quattro ein. Die Folge war ein Dreifachsieg, angeführt von André Lotterer/Marcel Fässler/Benoît Tréluyer, vor Loïc Duval/Tom Kristensen/Allan McNish und Marc Gené/Lucas di Grassi/Oliver Jarvis.
Die LMP2-Klasse gewannen Luís Pérez Companc, Pierre Kaffer und Nicolas Minassian auf einem Oreca 03. Die GTE-Klassen endeten mit dem Erfolg von Gianmaria Bruni und Giancarlo Fisichella Ferrari 458 Italia GT2 in der Pro und Vicente Potolicchio, Rui Águas und Matteo Malucelli, ebenfalls auf einem Ferrari 458 Italia GT2, in der Amateurklasse.

## Ergebnisse

### Schlussklassement
| Pos.            | Klasse    | Nr. | Team                    | Fahrer                                              | Fahrzeug                  | Runden |
| --------------- | --------- | --- | ----------------------- | --------------------------------------------------- | ------------------------- | ------ |
| 1               | LMP1      | 1   | Audi Sport Team Joest   | André Lotterer Marcel Fässler Benoît Tréluyer       | Audi R18 e-tron quattro   | 168    |
| 2               | LMP1      | 2   | Audi Sport Team Joest   | Loïc Duval Tom Kristensen Allan McNish              | Audi R18 e-tron quattro   | 168    |
| 3               | LMP1      | 3   | Audi Sport Team Joest   | Marc Gené Lucas di Grassi Oliver Jarvis             | Audi R18 e-tron quattro   | 168    |
| 4               | LMP1      | 8   | Toyota Racing           | Anthony Davidson Stéphane Sarrazin Sébastien Buemi  | Toyota TS030 Hybrid       | 167    |
| 5               | LMP1      | 12  | Rebellion Racing        | Nicolas Prost Neel Jani Nick Heidfeld               | Lola B12/60               | 165    |
| 6               | LMP1      | 13  | Rebellion Racing        | Andrea Belicchi Mathias Beche Cheng Congfu          | Lola B12/60               | 165    |
| 7               | LMP1      | 21  | Strakka Racing          | Nick Leventis Jonny Kane Danny Watts                | HPD ARX-03c               | 161    |
| 8               | LMP2      | 49  | Pecom Racing            | Luís Pérez Companc Pierre Kaffer Nicolas Minassian  | Oreca 03                  | 157    |
| 9               | LMP2      | 24  | OAK Racing              | Olivier Pla Alex Brundle David Heinemeier Hansson   | Morgan LMP2               | 157    |
| 10              | LMP2      | 38  | Jota                    | Simon Dolan Oliver Turvey Lucas Luhr                | Zytek Z11SN               | 157    |
| 11              | LMP2      | 35  | OAK Racing              | Bertrand Baguette Martin Plowman Ricardo González   | Morgan LMP2               | 179    |
| 12              | LMP2      | 26  | G-Drive Racing          | Roman Russinow John Martin Mike Conway              | Oreca 03                  | 152    |
| 13              | LMP2      | 45  | OAK Racing              | Jacques Nicolet Jean-Marc Merlin                    | Morgan LMP2               | 152    |
| 14              | LMP2      | 32  | Lotus                   | Thomas Holzer Dominik Kraihamer Jan Charouz         | Lotus T128                | 152    |
| 15              | LMGTE-Pro | 51  | AF Corse                | Gianmaria Bruni Giancarlo Fisichella                | Ferrari 458 Italia GT2    | 149    |
| 16              | LMGTE-Pro | 98  | Aston Martin Racing     | Bruno Senna Frédéric Makowiecki Rob Bell            | Aston Martin Vantage GTE  | 149    |
| 17              | LMGTE-Pro | 71  | AF Corse                | Kamui Kobayashi Toni Vilander                       | Ferrari 458 Italia GT2    | 149    |
| 18              | LMGTE-Pro | 97  | Aston Martin Racing     | Darren Turner Stefan Mücke Peter Dumbreck           | Aston Martin Vantage GTE  | 148    |
| 19              | LMGTE-Pro | 92  | Porsche AG Team Manthey | Marc Lieb Richard Lietz Romain Dumas                | Porsche 911 RSR           | 148    |
| 20              | LMGTE-Pro | 99  | Aston Martin Racing     | Pedro Lamy Paul Dalla Lana Richie Stanaway          | Aston Martin Vantage GTE  | 147    |
| 21              | LMGTE-Am  | 81  | 8 Stars Motorsports     | Vicente Potolicchio Rui Águas Matteo Malucelli      | Ferrari 458 Italia GT2    | 147    |
| 22              | LMGTE-Am  | 95  | Aston Martin Racing     | Allan Simonson Kristian Poulsen Christoffer Nygaard | Aston Martin Vantage GTE  | 146    |
| 23              | LMGTE-Am  | 50  | Larbre Compétition      | Patrick Bornhauser Julien Canal Fernando Rees       | Chevrolet Corvette C6-ZR1 | 145    |
| 24              | LMP2      | 31  | Lotus                   | Kevin Weeda Vitantonio Liuzzi James Rossiter        | Lotus T128                | 144    |
| 25              | LMGTE-Am  | 96  | Aston Martin Racing     | Roald Goethe Jamie Campbell-Walter Stuart Hall      | Aston Martin Vantage GTE  | 144    |
| 26              | LMGTE-Am  | 88  | Proton Competition      | Christian Ried Gianluca Roda Paolo Ruberti          | Porsche 997 GT3-RSR       | 143    |
| 27              | LMGTE-Am  | 76  | IMSA Performance Matmut | Raymond Narac Jean Karl Vernay                      | Porsche 997 GT3-RSR       | 143    |
| 28              | LMGTE-Am  | 57  | Krohn Racing            | Tracy Krohn Niclas Jönsson Maurizio Mediani         | Ferrari 458 Italia GT2    | 142    |
| 29              | LMP2      | 28  | Gulf Racing Middle East | Fabien Giroix Frédéric Fatien Keiko Ihara           | Lola B12/80               | 140    |
| 30              | LMGTE-Am  | 54  | AF Corse                | Yannick Mallegol Jean-Marc Bachelier Howard Blank   | Ferrari 458 Italia GT2    | 138    |
| 31              | LMGTE-Am  | 61  | AF Corse                | Jack Gerber Matt Griffin Marco Cioci                | Ferrari 458 Italia GT2    | 125    |
| Ausgefallen     |           |     |                         |                                                     |                           |        |
| 32              | LMGTE-Pro | 91  | Porsche AG Team Manthey | Jörg Bergmeister Patrick Pilet Timo Bernhard        | Porsche 911 RSR           | 123    |
| 33              | LMP1      | 7   | Toyota Racing           | Alexander Wurz Nicolas Lapierre Kazuki Nakajima     | Toyota TS030 Hybrid       | 99     |
| 34              | LMP2      | 25  | Delta-ADR               | Tor Graves Antonio Pizzonia James Walker            | Oreca 03                  | 184    |
| Nicht gestartet |           |     |                         |                                                     |                           |        |
| 35              | LMP2      | 41  | Greaves Motorsport      | Tom Kimber-Smith Chris Dyson Michael Marsal         | Zytek Z11SN               | 1      |

1 nicht gestartet

### Nur in der Meldeliste
Hier finden sich Teams, Fahrer und Fahrzeuge, die ursprünglich für das Rennen gemeldet waren, aber aus den unterschiedlichsten Gründen daran nicht teilnahmen.
| Pos. | Klasse | Nr. | Team | Fahrer                                        | Chassis     |
| ---- | ------ | --- | ---- | --------------------------------------------- | ----------- |
| 36   | LMP2   | 47  | KCMG | Alexandre Imperatori Matthew Howson Jim Ka To | Morgan LMP2 |

### Klassensieger
| Klasse    | Fahrer              | Fahrer               | Fahrer            | Fahrzeug                | Platzierung im Gesamtklassement |
| --------- | ------------------- | -------------------- | ----------------- | ----------------------- | ------------------------------- |
| LMP1      | André Lotterer      | Marcel Fässler       | Benoît Tréluyer   | Audi R18 e-tron quattro | Gesamtsieg                      |
| LMP2      | Luís Pérez Companc  | Pierre Kaffer        | Nicolas Minassian | Oreca 03                | Rang 8                          |
| LMGTE-Pro | Gianmaria Bruni     | Giancarlo Fisichella |                   | Ferrari 458 Italia GT2  | Rang 15                         |
| LMGTE-Am  | Vicente Potolicchio | Rui Águas            | Matteo Malucelli  | Ferrari 458 Italia GT2  | Rang 21                         |

### Renndaten
- Gemeldet: 36
- Gestartet: 34
- Gewertet: 31
- Rennklassen: 4
- Zuschauer: 35.000
- Wetter am Rennwochenende: warm und trocken
- Streckenlänge: 7,004 km
- Fahrzeit des Siegerteams: 6:00:55,971 Stunden
- Runden des Siegerteams: 168
- Distanz des Siegerteams: 1176,660 km
- Siegerschnitt: 195,600 km/h
- Pole Position: André Lotterer – Audi R18 e-tron quattro (#1) – 1:59,336
- Schnellste Rennrunde: André Lotterer – Audi R18 e-tron quattro (#1) – 2:00,435 = 209,400 km/h
- Rennserie: 2. Lauf zur FIA-Langstrecken-Weltmeisterschaft 2013